# Шабда (Куявсько-Поморське воєводство)
Шабда (пол. Szabda) — село в Польщі, у гміні Бродниця Бродницького повіту Куявсько-Поморського воєводства.
Населення — 629 осіб (2011).
У 1975-1998 роках село належало до Торунського воєводства.

## Демографія
Демографічна структура станом на 31 березня 2011 року:
|          | Загалом | Допрацездатний вік | Працездатний вік | Постпрацездатний вік |
| -------- | ------- | ------------------ | ---------------- | -------------------- |
| Чоловіки | 311     | 82                 | 209              | 20                   |
| Жінки    | 318     | 75                 | 191              | 52                   |
| Разом    | 629     | 157                | 400              | 72                   |